# حول الجاة (جبلة)

تعديل مصدري - تعديل

حول الجاة محلة تابعة لقرية التمرة، التابعة لعزلة جبلة بمديرية جبلة إحدى مديريات محافظة إب في الجمهورية اليمنية، بلغ تعداد سكانها 346 حسب تعداد اليمن لعام 2004.